# Cantonul Fleury-sur-Andelle
Cantonul Fleury-sur-Andelle este un canton din arondismentul Les Andelys, departamentul Eure, regiunea Haute-Normandie, Franța.

## Comune
| Comune                    | Populație (1999) | Cod poștal | Cod INSEE |
| ------------------------- | ---------------- | ---------- | --------- |
| Amfreville-les-Champs     | 342              | 27380      | 27012     |
| Amfreville-sous-les-Monts | 471              | 27590      | 27013     |
| Bacqueville               | 404              | 27440      | 27034     |
| Bourg-Beaudouin           | 675              | 27380      | 27104     |
| Charleval                 | 1 872            | 27380      | 27151     |
| Douville-sur-Andelle      | 305              | 27380      | 27205     |
| Écouis                    | 716              | 27440      | 27214     |
| Fleury-sur-Andelle        | 1 901            | 27380      | 27246     |
| Flipou                    | 310              | 27380      | 27247     |
| Gaillardbois-Cressenville | 285              | 27440      | 27274     |
| Grainville                | 472              | 27380      | 27294     |
| Houville-en-Vexin         | 168              | 27440      | 27346     |
| Letteguives               | 184              | 27910      | 27366     |
| Ménesqueville             | 349              | 27850      | 27396     |
| Mesnil-Verclives          | 218              | 27440      | 27407     |
| Perriers-sur-Andelle      | 1 781            | 27910      | 27453     |
| Perruel                   | 401              | 27910      | 27454     |
| Pont-Saint-Pierre         | 935              | 27360      | 27470     |
| Radepont                  | 710              | 27380      | 27487     |
| Renneville                | 201              | 27910      | 27488     |
| Romilly-sur-Andelle       | 2 655            | 27610      | 27493     |
| Vandrimare                | 864              | 27380      | 27670     |